# Anders Bogsjö
Lars Anders Bogsjö, född 16 juni 1966 i Borås Gustav Adolfs församling, är en svensk före detta fotbollsmålvakt.
Bogsjös moderklubb är Mariedals IK. Han gick till IF Elfsborg 1983 då han började på fotbollsgymnasiet i Borås.
Bogsjö blev uppflyttad i A-truppen 1985 och var reservmålvakt i ett antal år. Efter att Elfsborg trillat ur Allsvenskan 1987, blev han förste målvakt i division 1 1988. Han var förste målvakt i klubben fram till 1991 då han la fotbollsskorna på hyllan och började utbilda sig till sjukgymnast. Efter en succéartad comeback som målvakt I Mariedals C-lag 1994, med flera avgörande nickmål på hörnor, fick han återigen suget tillbaka för allsvensk fotboll. Det innebar att han  under hösten 1995 började träna för Elfsborg. Han fick kontrakt med klubben till säsongen 1996, en säsong som slutade med uppflyttning för Elfsborg till Allsvenskan 1997. Klubben slutade på sjunde plats under sin debutsäsong och Bogsjö blev nominerad som årets målvakt till Fotbollsgalan (tillsammans med Thomas Ravelli och Håkan Svensson).
Han spelade även under sin karriär för IFK Gislaved. Efter att han slutade i Elfsborg 2001 återvände han till sin moderklubb Mariedal och spelade i två år. Bogsjö spelade under sin karriär 129 matcher i division 1 samt 92 allsvenska matcher, totalt 221 seriematcher för Elfsborg.
Bogsjö är utbildad målvaktstränare och har uppdrag inom Svenska Fotbollförbundet.

### Webbkällor
- Anders Bogsjö på Svenska Fotbollförbundets webbplats
- Hoffert, Håkan (7 oktober 2011). ”F d allsvensk målvakt är en Stokie”. svenskafans.com. http://www.svenskafans.com/england/Nyfiken-pa-Anders-Bogsjo-419010.aspx. Läst 13 februari 2014.